# Saison 2015-2016 des Celtics de Boston
La saison 2015-2016 des Celtics de Boston est la 70e saison de la franchise en National Basketball Association (NBA).

## Draft
| Tour | Choix | Joueur          | Poste   | Nationalité | Provenance                |
| ---- | ----- | --------------- | ------- | ----------- | ------------------------- |
| 1    | 16    | Terry Rozier    | PG / SG | États-Unis  | Cardinals de Louisville   |
| 1    | 28    | R. J. Hunter    | SG      | États-Unis  | Panthers de Georgia State |
| 2    | 33    | Jordan Mickey   | SF      | États-Unis  | Tigers de LSU             |
| 2    | 45    | Marcus Thornton | PG      | États-Unis  | Tribe de William & Mary   |

## Pré-saison
| Pré-saison Total: 6-1 (Domicile : 3-0 ; Extérieur : 3-2) |

| Match | Date match | Équipe        | Score     | Meilleur marqueur    | Meilleur marqueur    | Meilleur passeur   | Lieux Spectateurs            | Série |
| ----- | ---------- | ------------- | --------- | -------------------- | -------------------- | ------------------ | ---------------------------- | ----- |
| 1     | 6 octobre  | @ Milan       | V 124-91  | Isaiah Thomas (18)   | David Lee (7)        | Marcus Smart (6)   | Mediolanum Forum 11 388      | 1 - 0 |
| 2     | 8 octobre  | @ Real Madrid | V 111-96  | Avery Bradley (17)   | David Lee (11)       | Jae Crowder (6)    | Palais des sports 12 414     | 2 - 0 |
| 3     | 14 octobre | @ Brooklyn    | V 109-105 | Amir Johnson (19)    | Amir Johnson (6)     | Isaiah Thomas (9)  | Barclays Center 10 482       | 3 - 0 |
| 4     | 16 octobre | @ New York    | D 95-101  | Isaiah Thomas (13)   | Jared Sullinger (10) | Isaiah Thomas (5)  | Madison Square Garden 19 421 | 3 - 1 |
| 5     | 19 octobre | Brooklyn      | V 111-105 | Terry Rozier (16)    | Jerebko, Turner (7)  | Rozier, Turner (6) | TD Garden 15 540             | 4 - 1 |
| 6     | 22 octobre | New York      | V 99-85   | Jared Sullinger (16) | Lee, Sullinger (8)   | Marcus Smart (9)   | TD Garden 16 101             | 5 - 1 |
| 7     | 23 octobre | Philadelphie  | V 81-65   | Mickey, Smart (10)   | Jared Sullinger (14) | Isaiah Thomas (6)  | Verizon Wireless Arena 8 403 | 6 - 1 |

## Saison régulière
| Saison régulière Total: 48-34 (Domicile : 28-13 ; Extérieur : 20-21) |

| Match | Date match | Équipe       | Score     | Meilleur marqueur  | Meilleur marqueur      | Meilleur passeur  | Lieux Spectateurs | Série |
| ----- | ---------- | ------------ | --------- | ------------------ | ---------------------- | ----------------- | ----------------- | ----- |
| 1     | 28 octobre | Philadelphie | V 112-95  | Isaiah Thomas (27) | Johnson, Sullinger (7) | Isaiah Thomas (7) | TD Garden 18 624  | 1 - 0 |
| 2     | 30 octobre | Toronto      | D 103-113 | Isaiah Thomas (25) | Amir Johnson (8)       | Isaiah Thomas (7) | TD Garden 16 898  | 1 - 1 |

| Match | Date match   | Équipe          | Score     | Meilleur marqueur    | Meilleur marqueur    | Meilleur passeur   | Lieux Spectateurs                | Série  |
| ----- | ------------ | --------------- | --------- | -------------------- | -------------------- | ------------------ | -------------------------------- | ------ |
| 3     | 1er novembre | San Antonio     | D 87-95   | Avery Bradley (18)   | Lee, Sullinger (8)   | Isaiah Thomas (5)  | TD Garden 17 461                 | 1 - 2  |
| 4     | 4 novembre   | @ Indiana       | D 98-100  | Isaiah Thomas (27)   | Jared Sullinger (11) | Isaiah Thomas (7)  | Bankers Life Fieldhouse 14 022   | 1 - 3  |
| 5     | 6 novembre   | Washington      | V 118-98  | Jared Sullinger (21) | Jae Crowder (10)     | Isaiah Thomas (8)  | TD Garden 18 624                 | 2 - 3  |
| 6     | 10 novembre  | @ Milwaukee     | V 99-83   | Isaiah Thomas (20)   | Jared Sullinger (10) | Evan Turner (6)    | BMO Harris Bradley Center 18 624 | 3 - 3  |
| 7     | 11 novembre  | Indiana         | D 91-102  | Evan Turner (20)     | Jared Sullinger (11) | Isaiah Thomas (4)  | TD Garden 17 879                 | 3 - 4  |
| 8     | 13 novembre  | Atlanta         | V 118-98  | Isaiah Thomas (23)   | Jared Sullinger (10) | Isaiah Thomas (10) | TD Garden 17 138                 | 4 - 4  |
| 9     | 15 novembre  | @ Oklahoma City | V 100-85  | Marcus Smart (26)    | Jared Sullinger (15) | Isaiah Thomas (8)  | Chesapeake Energy Arena 18 203   | 5 - 4  |
| 10    | 16 novembre  | @ Houston       | V 111-95  | Isaiah Thomas (23)   | Marcus Smart (9)     | Isaiah Thomas (6)  | Toyota Center 17 005             | 6 - 4  |
| 11    | 18 novembre  | Dallas          | D 102-106 | Isaiah Thomas (19)   | Jared Sullinger (12) | Isaiah Thomas (6)  | TD Garden 17 262                 | 6 - 5  |
| 12    | 20 novembre  | Brooklyn        | V 120-95  | Avery Bradley (21)   | Kelly Olynyk (10)    | Isaiah Thomas (9)  | TD Garden 18 361                 | 7 - 5  |
| 13    | 22 novembre  | @ Brooklyn      | D 101-111 | Bradley, Thomas (27) | Jared Sullinger (10) | Isaiah Thomas (6)  | Barclays Center 14 866           | 7 - 6  |
| 14    | 24 novembre  | @ Atlanta       | D 97-121  | Avery Bradley (25)   | Amir Johnson (7)     | Evan Turner (7)    | Philips Arena 18 968             | 7 - 7  |
| 15    | 25 novembre  | Philadelphie    | V 84-80   | Isaiah Thomas (30)   | Jared Sullinger (15) | Isaiah Thomas (6)  | TD Garden 17 588                 | 8 - 7  |
| 16    | 27 novembre  | Washington      | V 111-78  | Isaiah Thomas (21)   | Jared Sullinger (15) | David Lee (4)      | TD Garden 18 624                 | 9 - 7  |
| 17    | 29 novembre  | @ Orlando       | D 91-110  | Isaiah Thomas (20)   | Jared Sullinger (11) | Isaiah Thomas (7)  | Amway Center 16 209              | 9 - 8  |
| 18    | 30 novembre  | @ Miami         | V 105-95  | Avery Bradley (25)   | Amir Johnson (10)    | Isaiah Thomas (9)  | American Airlines Arena 19 600   | 10 - 8 |

| Match | Date match  | Équipe        | Score           | Meilleur marqueur   | Meilleur marqueur      | Meilleur passeur   | Lieux Spectateurs              | Série   |
| ----- | ----------- | ------------- | --------------- | ------------------- | ---------------------- | ------------------ | ------------------------------ | ------- |
| 19    | 3 décembre  | @ Sacramento  | V 114-97        | Olynyk, Thomas (21) | Amir Johnson (7)       | Isaiah Thomas (9)  | Arena Ciudad de México 18 660  | 11 - 8  |
| 20    | 5 décembre  | @ San Antonio | D 105-108       | Isaiah Thomas (23)  | Amir Johnson (11)      | Isaiah Thomas (8)  | AT&T Center 18 418             | 11 - 9  |
| 21    | 7 décembre  | @ New Orleans | V 111-93        | Isaiah Thomas (22)  | Jared Sullinger (20)   | Isaiah Thomas (5)  | Smoothie King Center 15 715    | 12 - 9  |
| 22    | 9 décembre  | Chicago       | V 105-100       | Isaiah Thomas (23)  | Jared Sullinger (16)   | Evan Turner (7)    | TD Garden 17 318               | 13 - 9  |
| 23    | 11 décembre | Golden State  | D 119-124 (2OT) | Kelly Olynyk (28)   | Jared Sullinger (13)   | Isaiah Thomas (10) | TD Garden 18 624               | 13 - 10 |
| 24    | 12 décembre | @ Charlotte   | V 98-93         | Avery Bradley (23)  | Crowder, Sullinger (7) | Isaiah Thomas (13) | Time Warner Cable Arena 18 490 | 14 - 10 |
| 25    | 15 décembre | Cleveland     | D 77-89         | Avery Bradley (17)  | Evan Turner (8)        | Thomas, Turner (4) | TD Garden 18 624               | 14 - 11 |
| 26    | 16 décembre | @ Détroit     | D 116-119       | Isaiah Thomas (38)  | Jared Sullinger (10)   | Isaiah Thomas (7)  | Palace of Auburn Hills 13 120  | 14 - 12 |
| 27    | 18 décembre | Atlanta       | D 101-109       | Isaiah Thomas (29)  | Jae Crowder (10)       | Isaiah Thomas (6)  | TD Garden 18 624               | 14 - 13 |
| 28    | 21 décembre | Minnesota     | V 113-99        | Kelly Olynyk (19)   | Jae Crowder (10)       | Isaiah Thomas (12) | TD Garden 18 624               | 15 - 13 |
| 29    | 23 décembre | @ Charlotte   | V 102-89        | Kelly Olynyk (20)   | Jae Crowder (12)       | Isaiah Thomas (7)  | Time Warner Cable Arena 19 082 | 16 - 13 |
| 30    | 26 décembre | @ Détroit     | V 99-93         | Avery Bradley (18)  | Johnson, Sullinger (8) | Isaiah Thomas (9)  | Palace of Auburn Hills 18 288  | 17 - 13 |
| 31    | 27 décembre | New York      | V 100-91        | Isaiah Thomas (21)  | Kelly Olynyk (9)       | Isaiah Thomas (6)  | TD Garden 18 624               | 18 - 13 |
| 32    | 30 décembre | L.A. Lakers   | D 104-112       | Isaiah Thomas (24)  | Jared Sullinger (8)    | Isaiah Thomas (7)  | TD Garden 18 624               | 18 - 14 |

| Match | Date match | Équipe         | Score          | Meilleur marqueur    | Meilleur marqueur    | Meilleur passeur     | Lieux Spectateurs               | Série   |
| ----- | ---------- | -------------- | -------------- | -------------------- | -------------------- | -------------------- | ------------------------------- | ------- |
| 33    | 2 janvier  | Brooklyn       | D 97-100       | Isaiah Thomas (24)   | Amir Johnson (11)    | Isaiah Thomas (7)    | TD Garden 18 624                | 18 - 15 |
| 34    | 4 janvier  | Brooklyn       | V 103-94       | Jae Crowder (25)     | Evan Turner (11)     | Isaiah Thomas (7)    | Barclays Center 15 448          | 19 - 15 |
| 35    | 6 janvier  | Détroit        | D 94-99        | Isaiah Thomas (22)   | Amir Johnson (11)    | Isaiah Thomas (10)   | TD Garden 18 624                | 19 - 16 |
| 36    | 7 janvier  | @ Chicago      | D 92-101       | Jae Crowder (17)     | Jared Sullinger (11) | Evan Turner (6)      | United Center 21 497            | 19 - 17 |
| 37    | 10 janvier | @ Memphis      | D 98-101       | Isaiah Thomas (35)   | Amir Johnson (9)     | Isaiah Thomas (8)    | FedExForum 17 112               | 19 - 18 |
| 38    | 12 janvier | @ New York     | D 114-120      | Isaiah Thomas (34)   | Jae Crowder (8)      | Isaiah Thomas (8)    | Madison Square Garden 19 812    | 19 - 19 |
| 39    | 13 janvier | Indiana        | V 103-94       | Isaiah Thomas (28)   | Amir Johnson (18)    | Bradley, Johnson (6) | TD Garden 18 624                | 20 - 19 |
| 40    | 15 janvier | Phoenix        | V 117-103      | Kelly Olynyk (21)    | Marcus Smart (11)    | Marcus Smart (11)    | TD Garden 18 624                | 21 - 19 |
| 41    | 16 janvier | @ Washington   | V 119-117      | Isaiah Thomas (32)   | Jared Sullinger (9)  | Jae Crowder (6)      | Verizon Center 20 356           | 22 - 19 |
| 42    | 18 janvier | @ Dallas       | D 113-118 (OT) | Smart, Thomas (20)   | Jared Sullinger (11) | Isaiah Thomas (7)    | American Airlines Center 19 866 | 22 - 20 |
| 43    | 20 janvier | @ Toronto      | D 109-115      | Isaiah Thomas (21)   | Crowder, Turner (5)  | Isaiah Thomas (10)   | Centre Air Canada 19 800        | 22 - 21 |
| 44    | 22 janvier | Chicago        | V 110-101      | Isaiah Thomas (22)   | Jared Sullinger (12) | 3 joueurs (5)        | TD Garden 18 624                | 23 - 21 |
| 45    | 24 janvier | @ Philadelphie | V 112-92       | Crowder, Thomas (20) | Amir Johnson (12)    | Jared Sullinger (7)  | Wells Fargo Center 9 722        | 24 - 21 |
| 46    | 25 janvier | @ Washington   | V 116-91       | Isaiah Thomas (23)   | Smart, Sullinger (6) | Isaiah Thomas (9)    | Verizon Center 11 753           | 25 - 21 |
| 47    | 27 janvier | Denver         | V 111-103      | Avery Bradley (27)   | Amir Johnson (13)    | Johnson, Turner (6)  | TD Garden 18 108                | 26 - 21 |
| 48    | 29 janvier | Orlando        | V 113-94       | Olynyk, Smart (16)   | Jared Sullinger (11) | Thomas, Turner (8)   | TD Garden 17 729                | 27 - 21 |
| 49    | 31 janvier | @ Orlando      | D 114-119      | Marcus Smart (26)    | Amir Johnson (11)    | Evan Turner (5)      | Amway Center 18 846             | 27 - 22 |

| Match               | Date match | Équipe        | Score          | Meilleur marqueur     | Meilleur marqueur      | Meilleur passeur   | Lieux Spectateurs                | Série   |
| ------------------- | ---------- | ------------- | -------------- | --------------------- | ---------------------- | ------------------ | -------------------------------- | ------- |
| 50                  | 2 février  | @ New York    | V 97-89        | Isaiah Thomas (20)    | Turner, Zeller (10)    | Isaiah Thomas (8)  | Madison Square Garden 19 812     | 28 - 22 |
| 51                  | 3 février  | Détroit       | V 102-95       | Isaiah Thomas (17)    | Kelly Olynyk (7)       | Isaiah Thomas (7)  | TD Garden 17 297                 | 29 - 22 |
| 52                  | 5 février  | @ Cleveland   | V 104-103      | Isaiah Thomas (22)    | Evan Turner (12)       | Evan Turner (6)    | Quicken Loans Arena 20 562       | 30 - 22 |
| 53                  | 7 février  | Sacramento    | V 128-119      | Avery Bradley (25)    | Amir Johnson (9)       | Thomas, Turner (9) | TD Garden 18 624                 | 31 - 22 |
| 54                  | 9 février  | @ Milwaukee   | D 111-112      | Bradley, Crowder (18) | Jared Sullinger (11)   | Evan Turner (10)   | BMO Harris Bradley Center 13 215 | 31 - 23 |
| 55                  | 10 février | L.A. Clippers | V 139-134 (OT) | Isaiah Thomas (36)    | Jared Sullinger (11)   | Isaiah Thomas (11) | TD Garden 18 186                 | 32 - 23 |
| All-Star Break 2016 |            |               |                |                       |                        |                    |                                  |         |
| 56                  | 19 février | @ Utah        | D 93-111       | Isaiah Thomas (25)    | Jared Sullinger (11)   | Isaiah Thomas (6)  | Vivint Smart Home Arena 19 911   | 32 - 24 |
| 57                  | 21 février | @ Denver      | V 121-101      | Isaiah Thomas (22)    | Jared Sullinger (11)   | Isaiah Thomas (12) | Pepsi Center 16 065              | 33 - 24 |
| 58                  | 22 février | @ Minnesota   | D 122-124      | Jae Crowder (27)      | Jae Crowder (9)        | Isaiah Thomas (9)  | Target Center 11 639             | 33 - 25 |
| 59                  | 25 février | Milwaukee     | V 112-107      | Isaiah Thomas (27)    | Jared Sullinger (10)   | Isaiah Thomas (7)  | TD Garden 18 157                 | 34 - 25 |
| 60                  | 27 février | Miami         | V 101-89       | Marcus Smart (15)     | Jared Sullinger (12)   | Evan Turner (9)    | TD Garden 18 624                 | 35 - 25 |
| 61                  | 29 février | Utah          | V 100-95       | Jae Crowder (22)      | Johnson, Sullinger (9) | Isaiah Thomas (9)  | TD Garden 17 680                 | 36 - 25 |

| Match | Date match | Équipe          | Score     | Meilleur marqueur  | Meilleur marqueur       | Meilleur passeur    | Lieux Spectateurs                 | Série   |
| ----- | ---------- | --------------- | --------- | ------------------ | ----------------------- | ------------------- | --------------------------------- | ------- |
| 62    | 2 mars     | Portland        | V 116-93  | Isaiah Thomas (30) | Smart, Sullinger (11)   | Evan Turner (5)     | TD Garden 18 624                  | 37 - 25 |
| 63    | 4 mars     | New York        | V 105-104 | Isaiah Thomas (32) | Jared Sullinger (11)    | Isaiah Thomas (8)   | TD Garden 18 624                  | 38 - 25 |
| 64    | 5 mars     | @ Cleveland     | D 103-120 | Isaiah Thomas (27) | Jared Sullinger (13)    | Avery Bradley (5)   | Quicken Loans Arena 20 562        | 38 - 26 |
| 65    | 9 mars     | Memphis         | V 116-96  | Isaiah Thomas (22) | Tyler Zeller (7)        | Evan Turner (8)     | TD Garden 17 790                  | 39 - 26 |
| 66    | 11 mars    | Houston         | D 98-102  | Isaiah Thomas (30) | Jared Sullinger (12)    | Evan Turner (9)     | TD Garden 18 624                  | 39 - 27 |
| 67    | 15 mars    | @ Indiana       | D 98-103  | Isaiah Thomas (21) | Jared Sullinger (11)    | Isaiah Thomas (8)   | Bankers Life Fieldhouse 17 118    | 39 - 28 |
| 68    | 16 mars    | Oklahoma City   | D 109-130 | Isaiah Thomas (29) | Amir Johnson (12)       | Amir Johnson (5)    | TD Garden 18 624                  | 39 - 29 |
| 69    | 18 mars    | @ Toronto       | D 91-105  | Isaiah Thomas (20) | Amir Johnson (6)        | Terry Rozier (5)    | Centre Air Canada 19 800          | 39 - 30 |
| 70    | 20 mars    | @ Philadelphie  | V 120-105 | Isaiah Thomas (26) | Jared Sullinger (13)    | Isaiah Thomas (8)   | Wells Fargo Center 15 103         | 40 - 30 |
| 71    | 21 mars    | Orlando         | V 107-96  | Isaiah Thomas (28) | Amir Johnson (11)       | Isaiah Thomas (7)   | TD Garden 18 624                  | 41 - 30 |
| 72    | 23 mars    | Toronto         | V 91-79   | Isaiah Thomas (23) | Amir Johnson (13)       | Evan Turner (7)     | TD Garden 18 624                  | 42 - 30 |
| 73    | 26 mars    | @ Phoenix       | V 102-99  | Isaiah Thomas (28) | Evan Turner (11)        | Marcus Smart (4)    | Talking Stick Resort Arena 18 055 | 43 - 30 |
| 74    | 28 mars    | @ L.A. Clippers | D 90-114  | Isaiah Thomas (24) | Jared Sullinger (11)    | Marcus Smart (4)    | Staples Center 19 258             | 43 - 31 |
| 75    | 31 mars    | @ Portland      | D 109-116 | Isaiah Thomas (24) | Crowder, Sullinger (10) | Jared Sullinger (5) | Moda Center 19 393                | 43 - 32 |

| Match | Date match | Équipe         | Score     | Meilleur marqueur    | Meilleur marqueur    | Meilleur passeur    | Lieux Spectateurs     | Série   |
| ----- | ---------- | -------------- | --------- | -------------------- | -------------------- | ------------------- | --------------------- | ------- |
| 76    | 1er avril  | @ Golden State | V 109-106 | Isaiah Thomas (22)   | Jared Sullinger (12) | Isaiah Thomas (6)   | Oracle Arena 19 596   | 44 - 32 |
| 77    | 3 avril    | @ L.A. Lakers  | V 107-100 | Isaiah Thomas (26)   | Amir Johnson (13)    | Isaiah Thomas (6)   | Staples Center 18 997 | 45 - 32 |
| 78    | 6 avril    | New Orleans    | V 104-97  | Isaiah Thomas (32)   | Amir Johnson (7)     | Isaiah Thomas (8)   | TD Garden 18 624      | 46 - 32 |
| 79    | 8 avril    | Milwaukee      | V 124-109 | Tyler Zeller (26)    | Jonas Jerebko (7)    | Evan Turner (9)     | TD Garden 18 624      | 47 - 32 |
| 80    | 9 avril    | @ Atlanta      | D 107-118 | Marcus Smart (19)    | Amir Johnson (8)     | Isaiah Thomas (6)   | Philips Arena 19 257  | 47 - 33 |
| 81    | 11 avril   | Charlotte      | D 100-114 | Bradley, Thomas (17) | Kelly Olynyk (11)    | Jared Sullinger (5) | TD Garden 18 624      | 47 - 34 |
| 82    | 13 avril   | Miami          | V 98-88   | Isaiah Thomas (32)   | Amir Johnson (7)     | Isaiah Thomas (6)   | TD Garden 18 624      | 48 - 34 |

## Playoffs
| Playoffs Total: 2-4 (Domicile : 2-1 ; Extérieur : 0-3) |

| Match | Date match | Équipe    | Score         | Meilleur marqueur  | Meilleur marqueur  | Meilleur passeur   | Lieux Spectateurs    | Série |
| ----- | ---------- | --------- | ------------- | ------------------ | ------------------ | ------------------ | -------------------- | ----- |
| 1     | 16 avril   | @ Atlanta | D 101-102     | Isaiah Thomas (27) | Jae Crowder (10)   | Isaiah Thomas (8)  | Philips Arena 18 980 | 0 - 1 |
| 2     | 19 avril   | @ Atlanta | D 72-89       | Isaiah Thomas (16) | Amir Johnson (8)   | 3 joueurs (3)      | Philips Arena 18 972 | 0 - 2 |
| 3     | 22 avril   | Atlanta   | V 111-103     | Isaiah Thomas (42) | Jonas Jerebko (12) | Evan Turner (7)    | TD Garden 18 624     | 1 - 2 |
| 4     | 24 avril   | Atlanta   | V 104-95 (OT) | Isaiah Thomas (28) | Jonas Jerebko (10) | Thomas, Turner (6) | TD Garden            | 2 - 2 |
| 5     | 26 avril   | @ Atlanta | D 83-110      | Evan Turner (15)   | Jonas Jerebko (8)  | Terry Rozier (4)   | Philips Arena 18 987 | 2 - 3 |
| 6     | 28 avril   | Atlanta   | D 94-104      | Isaiah Thomas (25) | Smart, Turner (7)  | Isaiah Thomas (10) | TD Garden 18 624     | 2 - 4 |

## Confrontations
| Conférence Est      | Conférence Est                             | Conférence Est                             | Conférence Est                             | Conférence Est                             | Conférence Ouest                           | Conférence Ouest                           | Conférence Ouest                           |
| Division Atlantique | Division Atlantique                        | Division Atlantique                        | Division Atlantique                        | Division Atlantique                        | Division Nord-Ouest                        | Division Nord-Ouest                        | Division Nord-Ouest                        |
| Équipe              | Domicile                                   | Domicile                                   | Extérieur                                  | Extérieur                                  | Équipe                                     | Domicile                                   | Extérieur                                  |
| ------------------- | ------------------------------------------ | ------------------------------------------ | ------------------------------------------ | ------------------------------------------ | ------------------------------------------ | ------------------------------------------ | ------------------------------------------ |
|                     |                                            |                                            |                                            |                                            | Denver                                     | 111-103                                    | 121-101                                    |
| Brooklyn            | 120-95                                     | 97-100                                     | 101-111                                    | 103-94                                     | Minnesota                                  | 113-99                                     | 122-124                                    |
| New York            | 100-91                                     | 105-104                                    | 114-120                                    | 97-89                                      | Oklahoma City                              | 109-130                                    | 100-85                                     |
| Philadelphie        | 112-95                                     | 84-80                                      | 112-92                                     | 120-105                                    | Portland                                   | 116-93                                     | 109-116                                    |
| Toronto             | 103-113                                    | 91-79                                      | 109-115                                    | 91-105                                     | Utah                                       | 100-95                                     | 93-111                                     |
|                     | 6–2                                        | 6–2                                        | 4-4                                        | 4-4                                        |                                            | 4–1                                        | 2–3                                        |
| Division            | 10–6                                       | 10–6                                       | 10–6                                       | 10–6                                       | Division                                   | 6–4                                        | 6–4                                        |
| Division Centrale   | Division Centrale                          | Division Centrale                          | Division Centrale                          | Division Centrale                          | Division Pacifique                         | Division Pacifique                         | Division Pacifique                         |
| Equipe              | Domicile                                   | Domicile                                   | Extérieur                                  | Extérieur                                  | Equipe                                     | Domicile                                   | Extérieur                                  |
| Chicago             | 105-100                                    | 110-101                                    | 92-101                                     |                                            | Golden State                               | 119-124 (2OT)                              | 109-106                                    |
| Cleveland           | 77-89                                      |                                            | 104-103                                    | 103-120                                    | L.A. Clippers                              | 139-134 (OT)                               | 90-114                                     |
| Detroit             | 94-99                                      | 102-95                                     | 116-119                                    | 99-93                                      | L.A. Lakers                                | 104-112                                    | 107-100                                    |
| Indiana             | 91-102                                     | 103-94                                     | 98-100                                     | 98-103                                     | Phoenix                                    | 117-103                                    | 102-99                                     |
| Milwaukee           | 112-107                                    | 124-109                                    | 99-83                                      | 111-112                                    | Sacramento                                 | 128-119                                    | 114-97                                     |
|                     | 6–3                                        | 6–3                                        | 3–6                                        | 3–6                                        |                                            | 3–2                                        | 4–1                                        |
| Division            | 9-9                                        | 9-9                                        | 9-9                                        | 9-9                                        | Division                                   | 7–3                                        | 7–3                                        |
| Division Sud-Est    | Division Sud-Est                           | Division Sud-Est                           | Division Sud-Est                           | Division Sud-Est                           | Division Sud-Ouest                         | Division Sud-Ouest                         | Division Sud-Ouest                         |
| Equipe              | Domicile                                   | Domicile                                   | Extérieur                                  | Extérieur                                  | Equipe                                     | Domicile                                   | Extérieur                                  |
| Atlanta             | 118-98                                     | 101-109                                    | 97-121                                     | 107-118                                    | Dallas                                     | 102-106                                    | 113-118 (OT)                               |
| Charlotte           | 100-114                                    |                                            | 98-93                                      | 102-89                                     | Houston                                    | 98-102                                     | 111-95                                     |
| Miami               | 101-89                                     | 98-88                                      | 105-95                                     |                                            | Memphis                                    | 116-96                                     | 98-101                                     |
| Orlando             | 113-94                                     | 107-96                                     | 91-110                                     | 114-119                                    | New Orleans                                | 104-97                                     | 111-93                                     |
| Washington          | 118-98                                     | 111-78                                     | 119-117                                    | 116-91                                     | San Antonio                                | 87-95                                      | 105-108                                    |
|                     | 7–2                                        | 7–2                                        | 5–4                                        | 5–4                                        |                                            | 2–3                                        | 2–3                                        |
| Division            | 12–6                                       | 12–6                                       | 12–6                                       | 12–6                                       | Division                                   | 4-6                                        | 4-6                                        |
| Conférence          | 31–21 (Domicile : 19–7; Extérieur: 12–14)  | 31–21 (Domicile : 19–7; Extérieur: 12–14)  | 31–21 (Domicile : 19–7; Extérieur: 12–14)  | 31–21 (Domicile : 19–7; Extérieur: 12–14)  | Conférence                                 | 17–13 (Domicile : 9–6 ; Extérieur : 8–7)   | 17–13 (Domicile : 9–6 ; Extérieur : 8–7)   |
| Total               | 48-34 (Domicile : 28–13; Extérieur: 20–21) | 48-34 (Domicile : 28–13; Extérieur: 20–21) | 48-34 (Domicile : 28–13; Extérieur: 20–21) | 48-34 (Domicile : 28–13; Extérieur: 20–21) | 48-34 (Domicile : 28–13; Extérieur: 20–21) | 48-34 (Domicile : 28–13; Extérieur: 20–21) | 48-34 (Domicile : 28–13; Extérieur: 20–21) |

## Effectif actuel
| Celtics de Boston Effectif en fin de saison | Celtics de Boston Effectif en fin de saison | Celtics de Boston Effectif en fin de saison | Celtics de Boston Effectif en fin de saison | Celtics de Boston Effectif en fin de saison |
| ------------------------------------------- | ------------------------------------------- | ------------------------------------------- | ------------------------------------------- | ------------------------------------------- |
| Entraîneur : Brad Stevens                   |                                             |                                             |                                             |                                             |
| Meneur                                      | 0                                           | Drapeau des États-Unis                      | Avery Bradley                               | Texas                                       |
| Ailier, Ailier fort                         | 99                                          | Drapeau des États-Unis                      | Jae Crowder                                 | Marquette                                   |
| Arrière                                     | 30                                          | Drapeau des États-Unis                      | John Holland                                | Boston                                      |
| Arrière                                     | 28                                          | Drapeau des États-Unis                      | R. J. Hunter                                | Géorgie                                     |
| Ailier fort                                 | 8                                           | Drapeau de la Suède                         | Jonas Jerebko                               | Suède                                       |
| Ailier fort                                 | 90                                          | Drapeau des États-Unis                      | Amir Johnson                                | Westchester HS                              |
| Ailier                                      | 55                                          | Drapeau des États-Unis                      | Jordan Mickey                               | Louisiane                                   |
| Ailier fort                                 | 41                                          | Drapeau du Canada                           | Kelly Olynyk                                | Gonzaga                                     |
| Meneur, Arrière                             | 12                                          | Drapeau des États-Unis                      | Terry Rozier                                | Louisville                                  |
| Meneur                                      | 36                                          | Drapeau des États-Unis                      | Marcus Smart                                | Oklahoma State                              |
| Ailier fort                                 | 7                                           | Drapeau des États-Unis                      | Jared Sullinger                             | Ohio State                                  |
| Meneur                                      | 4                                           | Drapeau des États-Unis                      | Isaiah Thomas                               | Washington                                  |
| Arrière, Ailier                             | 11                                          | Drapeau des États-Unis                      | Evan Turner                                 | Ohio                                        |
| Arrière, Ailier                             | 13                                          | Drapeau des États-Unis                      | James Young                                 | Kentucky                                    |
| Pivot, Ailier fort                          | 44                                          | Drapeau des États-Unis                      | Tyler Zeller                                | North Carolina                              |
| (C) - Capitaine, - Blessé                   |                                             |                                             |                                             |                                             |

## Contrats et salaires 2015-2016
| Joueur                            | Poste      | Âge        | Exp        | Contrat                | Salaire 2015-2016 | Fin du contrat |
| --------------------------------- | ---------- | ---------- | ---------- | ---------------------- | ----------------- | -------------- |
| Joueurs actuels                   |            |            |            |                        |                   |                |
| Avery Bradley                     | PG         | 24         | 5          | 32 000 000 $ sur 4 ans | 7 730 337 $       | 2018           |
| Jae Crowder                       | SF         | 25         | 3          | 35 000 000 $ sur 5 ans | 6 796 117 $       | 2020           |
| John Holland                      | SF         | 27         | 0          | 883,000 $ sur 2 ans    | 9,266 $           | 2017           |
| R. J. Hunter                      | SG         | 22         | 0          | 2 348 880 $ sur 2 ans  | 1 148 640 $       | 2019           |
| Jonas Jerebko                     | PF         | 28         | 5          | 10 000 000 $ sur 2 ans | 5 000 000 $       | 2017           |
| Amir Johnson                      | PF         | 28         | 10         | 24 000 000 $ sur 2 ans | 12 000 000 $      | 2017           |
| Jordan Mickey                     | PF         | 21         | 0          | 3 670 959 $ sur 3 ans  | 1 170 960 $       | 2019           |
| Kelly Olynyk                      | C          | 24         | 2          | 9 321 294 $ sur 4 ans  | 2 165 160 $       | 2017           |
| Terry Rozier                      | PG         | 21         | 0          | 3 730 800 $ sur 2 ans  | 1 824 360 $       | 2019           |
| Marcus Smart                      | PG         | 21         | 1          | 10 293 240 $ sur 3 ans | 3 431 040 $       | 2018           |
| Jared Sullinger                   | PF         | 23         | 3          | 6 366 420 $ sur 4 ans  | 2 269 260 $       | 2016           |
| Isaiah Thomas                     | PG         | 26         | 4          | 27 000 002 $ sur 4 ans | 6 912 869 $       | 2018           |
| Evan Turner                       | SF         | 27         | 5          | 6 703 510 $ sur 2 ans  | 3 425 510 $       | 2016           |
| James Young                       | SG         | 20         | 1          | 5 249 520 $ sur 3 ans  | 1 749 840 $       | 2018           |
| Tyler Zeller                      | C          | 25         | 3          | 7 517 295 $ sur 4 ans  | 2 616 975 $       | 2016           |
| Contrats de 10 jours              |            |            |            |                        |                   |                |
| Coty Clarke                       | PF         | 23         | 0          | -                      | 30,888 $          | -              |
| Coty Clarke                       | PF         | 23         | 0          | -                      | 30,888 $          | -              |
| Joueurs coupés en cours de saison |            |            |            |                        |                   |                |
| Zoran Dragić                      | SG         | 26         | 1          | -                      | 1 706 250 $       | -              |
| Perry Jones                       | SF         | 24         | 3          | -                      | 2 038 206 $       | -              |
| David Lee                         | PF         | 32         | 10         | -                      | 15 035 105 $      | -              |
| Malcolm Miller                    | SF         | 22         | 0          | -                      | 25,000 $          | -              |
| Levi Randolph                     | SG         | 23         | 0          | -                      | 25,000 $          | -              |
| Corey Walden                      | SG         | 23         | 0          | -                      | 25,000 $          | -              |
|                                   |            |            |            |                        |                   |                |
| Total                             | Total      | Total      | Total      | Total                  | 77 166 671 $      | Différence     |
| Salary Cap                        | Salary Cap | Salary Cap | Salary Cap | Salary Cap             | 70 000 000 $      | - 7 166 671 $  |
| Luxury Tax                        | Luxury Tax | Luxury Tax | Luxury Tax | Luxury Tax             | 84 700 000 $      | 7 533 329 $    |

- 2016 = Joueurs agent libre en fin de saison.
- 2016 = Joueurs agent libre restreint en fin de saison.

## Transferts

### Échanges
| Juillet         | Juillet                                                                                     | Juillet                                                                              | Juillet                |
| --------------- | ------------------------------------------------------------------------------------------- | ------------------------------------------------------------------------------------ | ---------------------- |
| 14 juillet 2015 | Échange à deux équipes                                                                      | Échange à deux équipes                                                               | Échange à deux équipes |
| 14 juillet 2015 | Vers Celtics de Boston - Perry Jones - Second tour de draft 2019 - Compensation financière  | Vers Thunder d'Oklahoma City - Second tour de draft 2018 (protégé) - Trade exception | [ 2 ]                  |
| 27 juillet 2015 | Échange à deux équipes                                                                      | Échange à deux équipes                                                               | Échange à deux équipes |
| 27 juillet 2015 | Vers Celtics de Boston - Zoran Dragić - Second tour de draft 2020 - Compensation financière | Vers Heat de Miami - Second tour de draft 2019                                       | [ 3 ]                  |
| 27 juillet 2015 | Échange à deux équipes                                                                      |                                                                                      |                        |
| 27 juillet 2015 | Vers Celtics de Boston - David Lee                                                          | Vers Warriors de Golden State - Gerald Wallace - Chris Babb                          | [ 4 ]                  |

### Joueurs qui re-signent
| Date       | Joueur        | Contrat                           | Référence |
| ---------- | ------------- | --------------------------------- | --------- |
| 9 juillet  | Jonas Jerebko | Contrat de 10 000 000 $ sur 2 ans | [ 5 ]     |
| 27 juillet | Jae Crowder   | Contrat de 35 000 000 $ sur 5 ans | [ 6 ]     |

#### Options joueur et équipe
| Date       | Joueur       | Option                                                                    |
| ---------- | ------------ | ------------------------------------------------------------------------- |
| 30 octobre | Kelly Olynyk | Boston exerce son option d'équipe de 3 090 000 $ pour la saison 2016-2017 |
| 30 octobre | Marcus Smart | Boston exerce son option d'équipe de 3 580 000 $ pour la saison 2016-2017 |
| 30 octobre | James Young  | Boston exerce son option d'équipe de 1 830 000 $ pour la saison 2016-2017 |

### Arrivés

#### Via draft
| Date       | Joueur        | Draft                          | Contrat                                                                         | Provenance                | Référence |
| ---------- | ------------- | ------------------------------ | ------------------------------------------------------------------------------- | ------------------------- | --------- |
| 20 juillet | Jordan Mickey | Draft 2015, Tour 2, choix n°33 | Contrat de 3 670 000 $ sur 3 ans (Option d’équipe pour la saison 2018-2019)     | Rebels d'UNLV             | [ 7 ]     |
| 27 juillet | Terry Rozier  | Draft 2015, Tour 1, choix n°16 | Contrat de 3 730 000 $ sur 2 ans (Option d’équipe pour les saisons 2017 à 2019) | Cardinals de Louisville   | [ 8 ]     |
| 27 juillet | R. J. Hunter  | Draft 2015, Tour 1, choix n°28 | Contrat de 2 350 000 $ sur 2 ans (Option d’équipe pour les saisons 2017 à 2019) | Panthers de Georgia State | [ 8 ]     |

#### Via agent libre
| Date      | Joueur       | Contrat                                                        | Provenance                    | Référence |
| --------- | ------------ | -------------------------------------------------------------- | ----------------------------- | --------- |
| 9 juillet | Amir Johnson | Contrat de 24 000 000 $ sur 2 ans                              | Raptors de Toronto            | [ 9 ]     |
| 7 mars    | Coty Clarke  | Contrat de 10 jours                                            | Red Claws du Maine (D-League) | [ 10 ]    |
| 18 mars   | Coty Clarke  | Second contrat de 10 jours                                     | Celtics de Boston             | [ 11 ]    |
| 11 avril  | John Holland | Contrat de 883,000 $ sur 2 ans (Agent libre restreint en 2017) | Charge de Canton (D-League)   | [ 12 ]    |

### Départs

#### Via agent libre
| Date      | Joueur       | Contrat                                                                   | Vers ¹                | Référence |
| --------- | ------------ | ------------------------------------------------------------------------- | --------------------- | --------- |
| 9 juillet | Brandon Bass | Contrat de 6 135 000 $ sur 2 ans (Option joueur pour la saison 2016-2017) | Lakers de Los Angeles | [ 13 ]    |

¹ Il s'agit de l’équipe pour laquelle le joueur a signé après son départ, il a pu entre-temps changer d'équipe ou encore de pays.

#### Via Waived
| Date       | Joueur       | Commentaire | Référence |
| ---------- | ------------ | ----------- | --------- |
| 15 juillet | Phil Pressey | Libéré      | [ 14 ]    |
| 10 août    | Zoran Dragić | Libéré      | [ 15 ]    |
| 19 février | David Lee    | Libéré      | [ 16 ]    |

## Récompenses
| Date      | Joueur        | récompense                                           | Référence |
| --------- | ------------- | ---------------------------------------------------- | --------- |
| 8 février | Isaiah Thomas | Joueur de la semaine dans la conférence Est          | [ 17 ]    |
| 1er mars  | Brad Stevens  | Entraîneur du mois de février dans la conférence Est | [ 18 ]    |